# Castello Visconteo (Pavia)

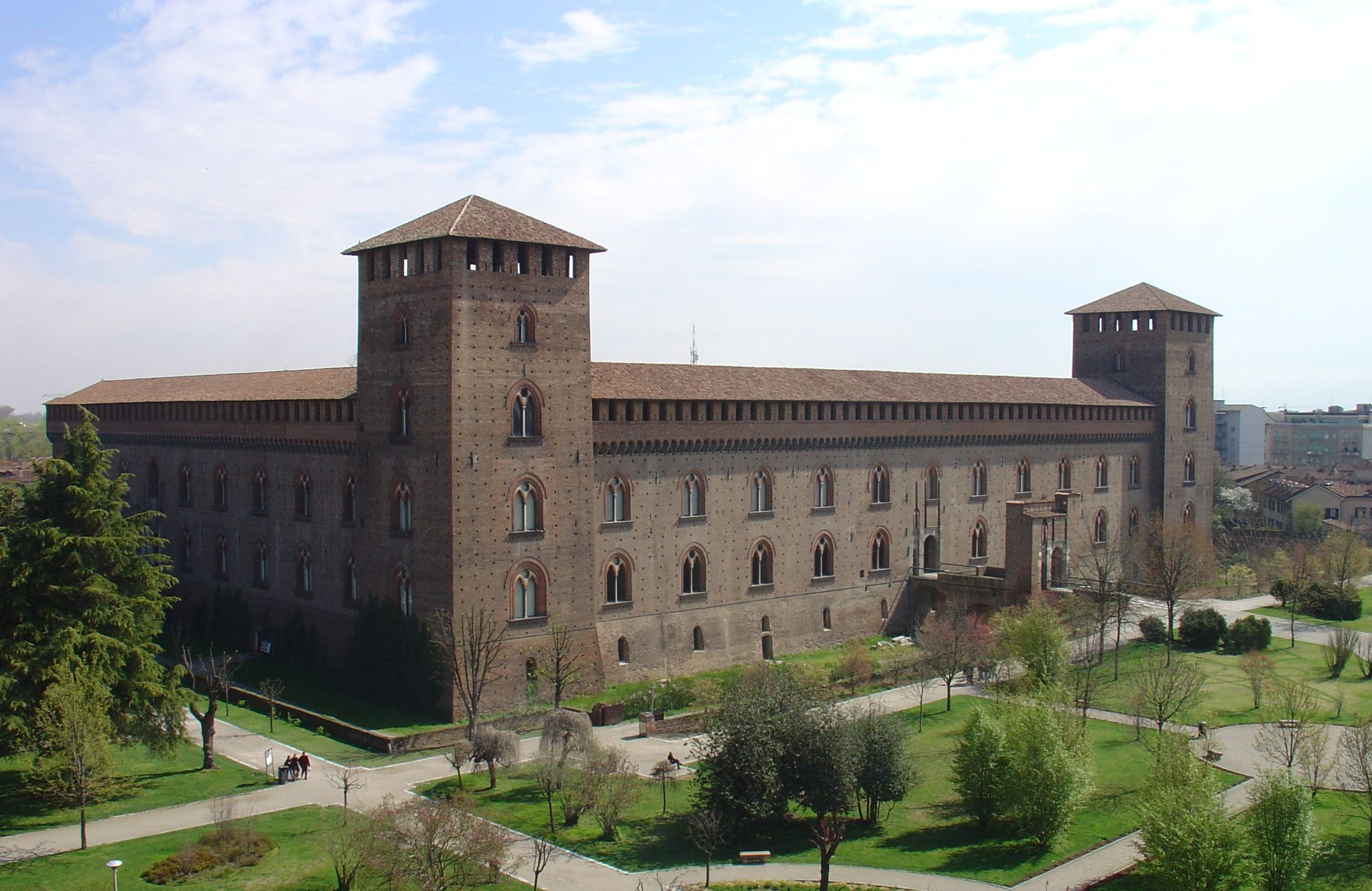
Castello Visconteo

Das Castello Visconteo in Pavia wurde 1360 im Auftrag von Galeazzo II. Visconti erbaut, der seinen Hof dorthin verlegte. Später war das Gebäude Sitz des Hofes von Gian Galeazzo Visconti und bis 1413 seines Sohnes Filippo Maria Visconti. Die Visconti ließen auch ein grandioses Jagdgelände, den Visconti-Park, anlegen, der ursprünglich ein Dutzend Kilometer bis zur Certosa di Pavia reichte und 1525 Schauplatz der Schlacht bei Pavia war. Ein Großteil der einst vom Park bedeckten Fläche wird heute landwirtschaftlich genutzt. Es blieben drei naturbelassene Gebiete erhalten, die als Erbe des ehemaligen Jagdreviers der Mailänder Herren gelten können: der Vernavola-Park, der Carola Park und der Porta Chiossa Park. Das Schloss ist heute Sitz der Stadtmuseen von Pavia.

## Geschichte

### Visconti-Sforza Periode (1360–1537)
Galeazzo II. Visconti eroberte Pavia 1359 nach einer langen Belagerung. Nachdem er die Stadt erobert hatte, beschloss er, vielleicht wegen Streitereien mit seinem Bruder Bernabò Visconti, seinen Hof von Mailand nach Pavia zu verlegen. Pavia war die ehemalige Hauptstadt des Langobardenreichs, dann von Reichsitalien bis 1024, wodurch Galeazzo seine Macht symbolisch an die der alten Monarchie anschloss.
Nach dem Abriss der Häuser 1360, nahmen zwei Klöster, ein Krankenhaus und die beiden Kirchen, die sich in dem für das Schloss ausgewählten Gebiet befanden, die Baustelle ab. Die Arbeiten, die vielleicht von Bernardo da Venezia koordiniert wurden – der in Pavia auch die Kirche Santa Maria del Carmine entwarf – gingen sehr schnell voran, auch weil Galeazzo II. seine Untertanen zwang, Arbeiter und Maurer zu entsenden. Beispielsweise musste die Gemeinde Novara Maurer schicken, während die Bewohner von Piacenza den Graben ausheben mussten. In nur fünf Jahren war das Gebäude fertiggestellt. Bereits 1363 waren die Arbeiten aber so gut vorangekommen, dass Galeazzo II. zu diesem Zeitlunkt den zyprischen König Peter I. von Lusignan empfangen. 1366 schrieb der Visconti an die Gonzaga und bat sie, Maler zu schicken, um das Schloss auszumalen.
Obwohl der Komplex die äußeren Formen des Schlosses beibehielt, war er in Wirklichkeit ein prächtiger Palast, reich an Sälen, wie die der nördlichen Seite (leider von den Franzosen 1527 zerstört), die von Antonio Pisanello mit Fresken bemalt wurden, während andere Säle außer der Unterbringung des Herrn und seines Hofes dienten, andere waren für die Kapelle, die Bibliothek und die Waffenkammer bestimmt. Im 15. Jahrhundert pries Pier Candido Decembrio, Humanist und Sekretär von Filippo Maria Visconti, das Schloss von Pavia als «Wohnsitz, der in Italien seinesgleichen sucht». Das Schloss wurde auch von Francesco Petrarca gelobt.
Das Castello war Sitz des Hofes von Galeazzo II. Visconti, Gian Galeazzo Visconti und, bis 1413, Filippo Maria Visconti. In der Schlosskapelle wurde die dynastische Hochzeit gefeiert, die die Politik der Visconti-Ehe prägte: 1368 heiratete Violante Visconti (Tochter von Galeazzo II. Visconti) den Sohn des englischen Königs Edward III, Lionel of Antwerp. Zu diesem Anlass beherbergte das Schloss auch Geoffrey Chaucer, damals im Gefolge des englischen Prinzen. Im Jahr 1377 schloss Violante hier ihre zweite Ehe mit Otto III. Markgraf von Montferrat. 1380 heiratete Gian Galeazzo Caterina Visconti, 1399 wurde die Hochzeit von Lucia Visconti (Tochter von Bernabò Visconti) und Friedrich IV. von Thüringen gefeiert. Die Bedeutung des Schlosses war so groß, dass Gian Galeazzo Visconti im Jahr 1400 den byzantinischen Kaiser Manuel II. Palaiologos hier beherbergen wollte. Der Kaiser schenkte Galeazzo zwei der drei Dornen aus der Krone Christi, die jetzt im Dom von Pavia aufbewahrt werden.

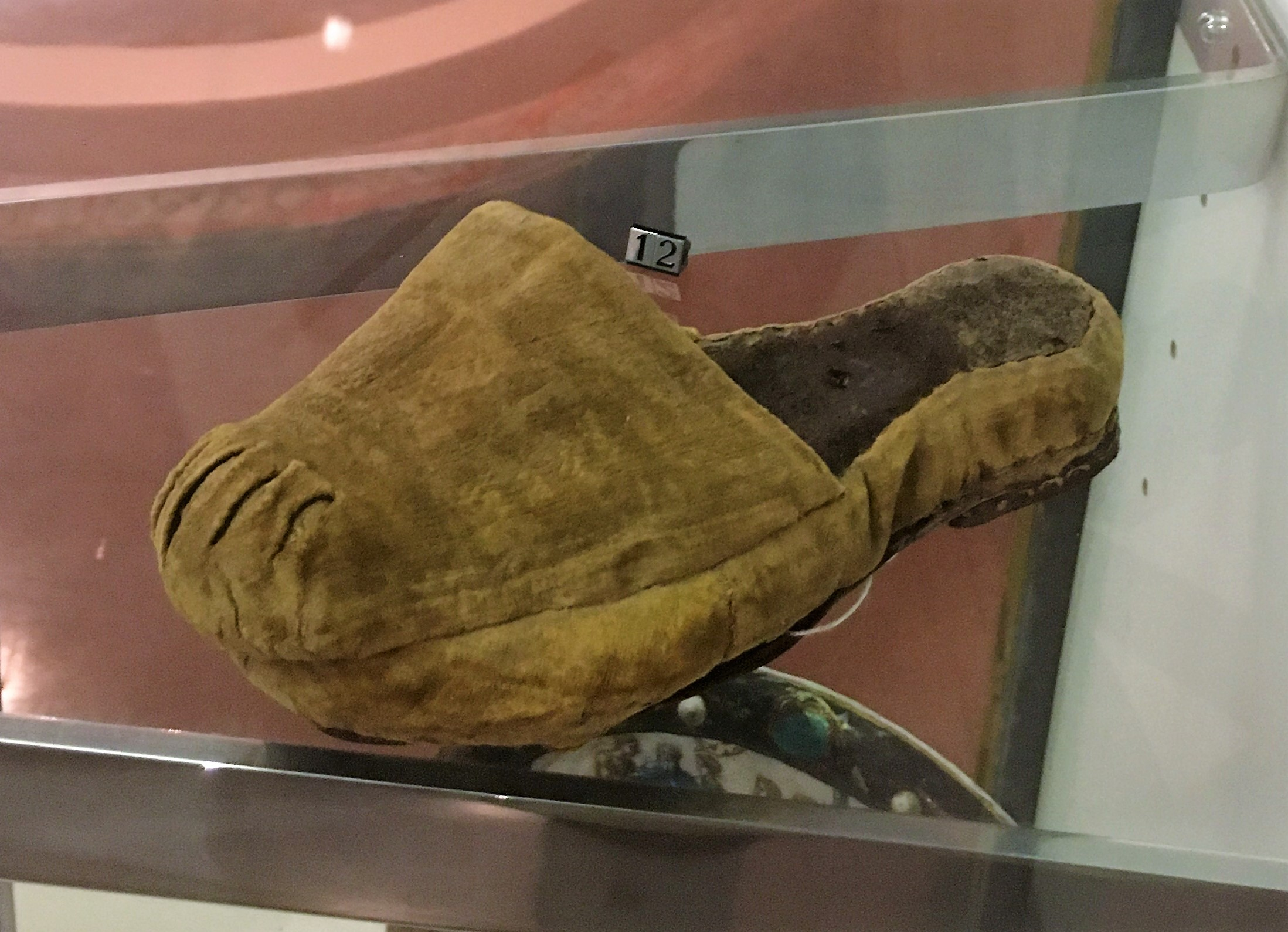
Damenpantoffel aus Samt, die in der zweiten Hälfte des 15. Jahrhunderts in der Burg gefunden wurde, Stadtmuseen von Pavia.

Nach 1413 kehrte der herzogliche Hof nach Mailand zurück, aber sehr oft kamen die Herren von Mailand zur Jagd nach Pavia zurück, um Botschafter und hochrangige Gäste zu empfangen. Im Schloss von Pavia verblieben die herzogliche Bibliothek, das Archiv, die Reliquiensammlung, die 1499 in den Dom von Pavia verlegt wurde, und die Waffenkammer.
1449 wurde im Schloss Filippo Maria Sforza geboren, der zweite Sohn von Francesco I. Sforza und Bianca Maria Visconti. Mit Galeazzo Maria Sforza, der 1466 Herzog von Mailand wurde, wurde das Schloss von Pavia zum Hauptwohnsitz des Herrn und Sitz seines Hofes, so dass Galeazzo Maria, der eine Kontinuität mit seinen Vorfahren Galeazzo II. Visconti und Gian Galeazzo Visconti betonen wollte, Er wohnte öfter und länger im Schloss von Pavia als in Mailand. 1469 förderte Galeazzo Maria Sforza, zeitgleich mit seiner Hochzeit mit Bona von Savoyen, wichtige Arbeiten an den Fresken des Schlosses und beauftragte Bonifacio Bembo, einige Räume zu malen. 1474 ließ Galeazzo Maria Sforza die herzogliche Kapelle des Schlosses neu arrangieren, die von Bonifacio Bembo und Vincenzo Foppa mit Fresken bemalt wurde.
Am 17. Januar 1491 heiratete Ludovico Sforza in der Herzogskapelle des Schlosses Beatrice d’Este, die Tochter von Ercole I. d’Este, Herzog von Ferrara. Im selben Jahr ließ Ludovico Sforza Gian Galeazzo Maria Sforza und seine Frau Isabella von Aragón im Schloss verlegen, die hier bis 1495, dem Jahr des mutmaßlichen Todes von Gian Galeazzo Maria, lebten und dort einen raffinierten Hof errichteten. Der weitläufige Visconti-Park und der Schlossgarten wurden von Ludovico Sforza seiner Frau Beatrice d'Este geschenkt, die bis zum Tod der Renten plünderte.
Im südwestlichen Turm des Schlosses befand sich die große Privatbibliothek der Herzöge von Mailand, die 1499 über 1.000 Bildhandschriften sammelte und laut Vespasiano da Bisticci, Schriftsteller und Humanist im Dienste von Federico da Montefeltro, war damals die drittwichtigste Bibliothek auf dem europäischen Kontinent. Nach dem Fall von Ludovico Sforza wurde die Bibliothek 1500 von Ludwig XII. nach Frankreich gebracht; in der Bibliothèque nationale de France sind noch etwa 400 dieser Bände erhalten, während andere in italienischen, europäischen und amerikanischen Bibliotheken landeten.
Seit Ende des 15. Jahrhunderts stand das Herzogtum Mailand im Mittelpunkt des Konflikts zwischen Frankreich und dem Heiligen Römischen Reich. Im Zuge der Italienischen Kriege wurden Schloss und Park in Mitleidenschaft gezogen. Die Franzosen belagerten mit Tausenden von Rittern und Fußsoldaten Pavia 1512, 1522 und 1524. Die letztere Belagerung endete mit der Schlacht bei Pavia 1525. Die französischen Truppen lagerten in der Umgebung der Stadt und im Visconti-Park, der verwüstet wurde. Im Krieg der Liga von Cognac belagerte Odet de Foix, Vicomte von Lautrec, die Anlage 1527. Die französische Artillerie zerstörte die nordöstliche Seite mit den beiden angrenzenden Türmen. Ein Teil des Baus, mit den reich verzierten herrschaftlichen Wohnungen, ging dabei verloren.
Trotz der Zerstörungen und Kriege wurde die Anlage weiterhin als herrschaftliche Residenz genutzt. Zur gleichen Zeit ließ sich der spanische General Antonio de Leyva im östlichen Teil des Gebäudes nieder, in dem er 1535 sein Testament machte. Zwischen 1536 und 1537 wurde das Schloss von der jungen Witwe von Francesco II. Sforza, Cristina von Dänemark bewohnt, die einige Räume des Schlosses restaurieren ließ.

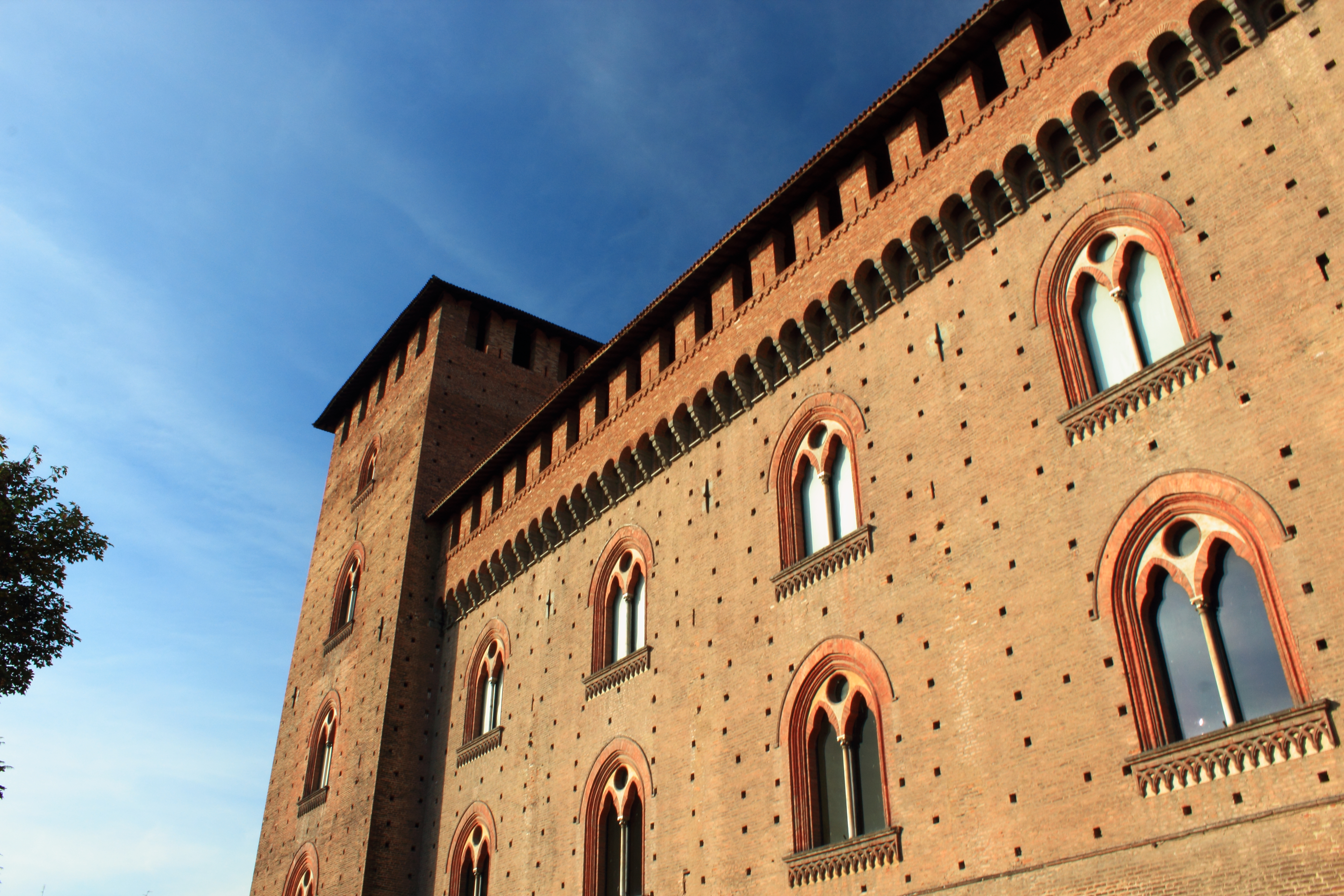
Detail der Fassade.
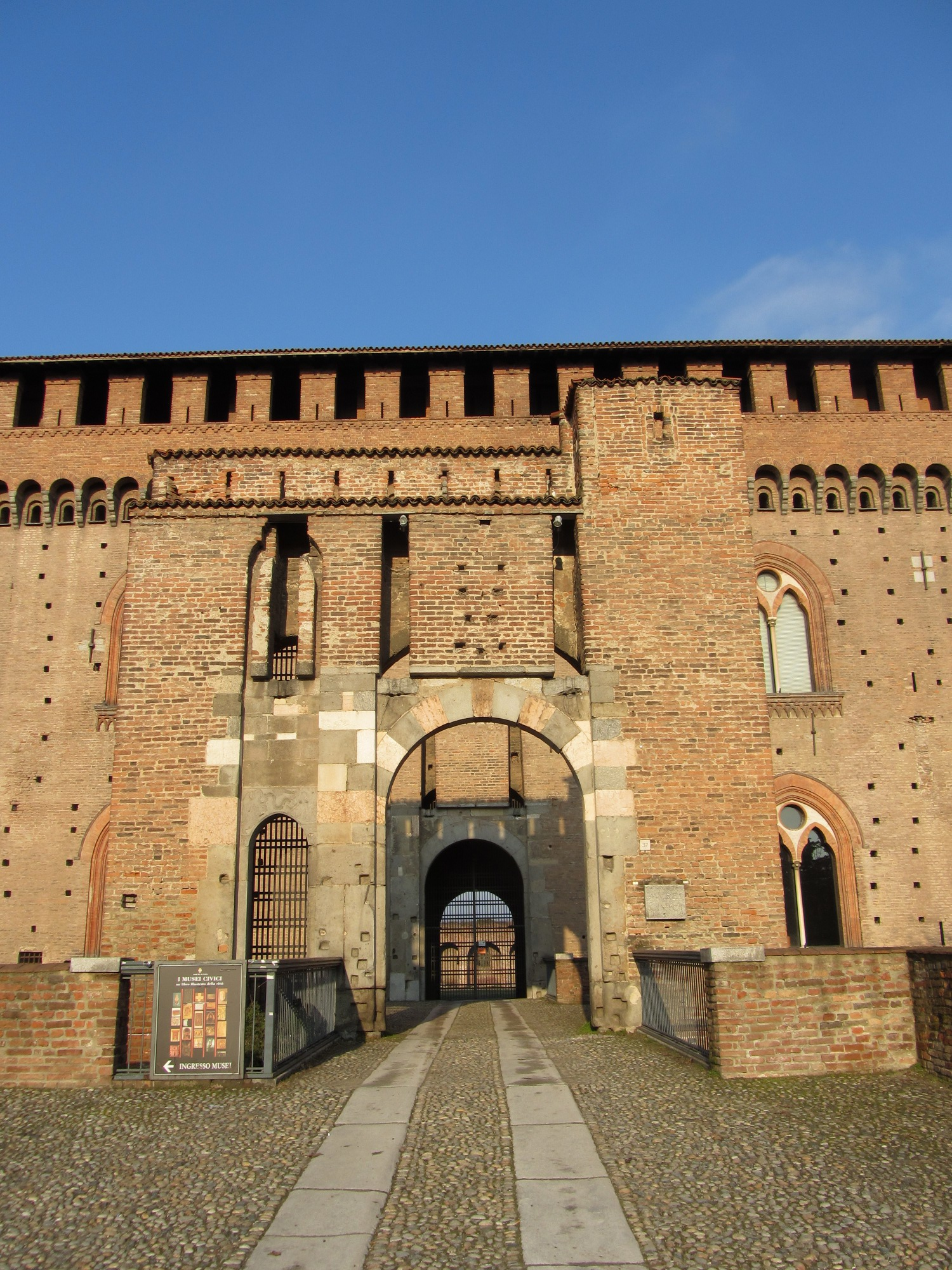
Der Süd-Ravelin.
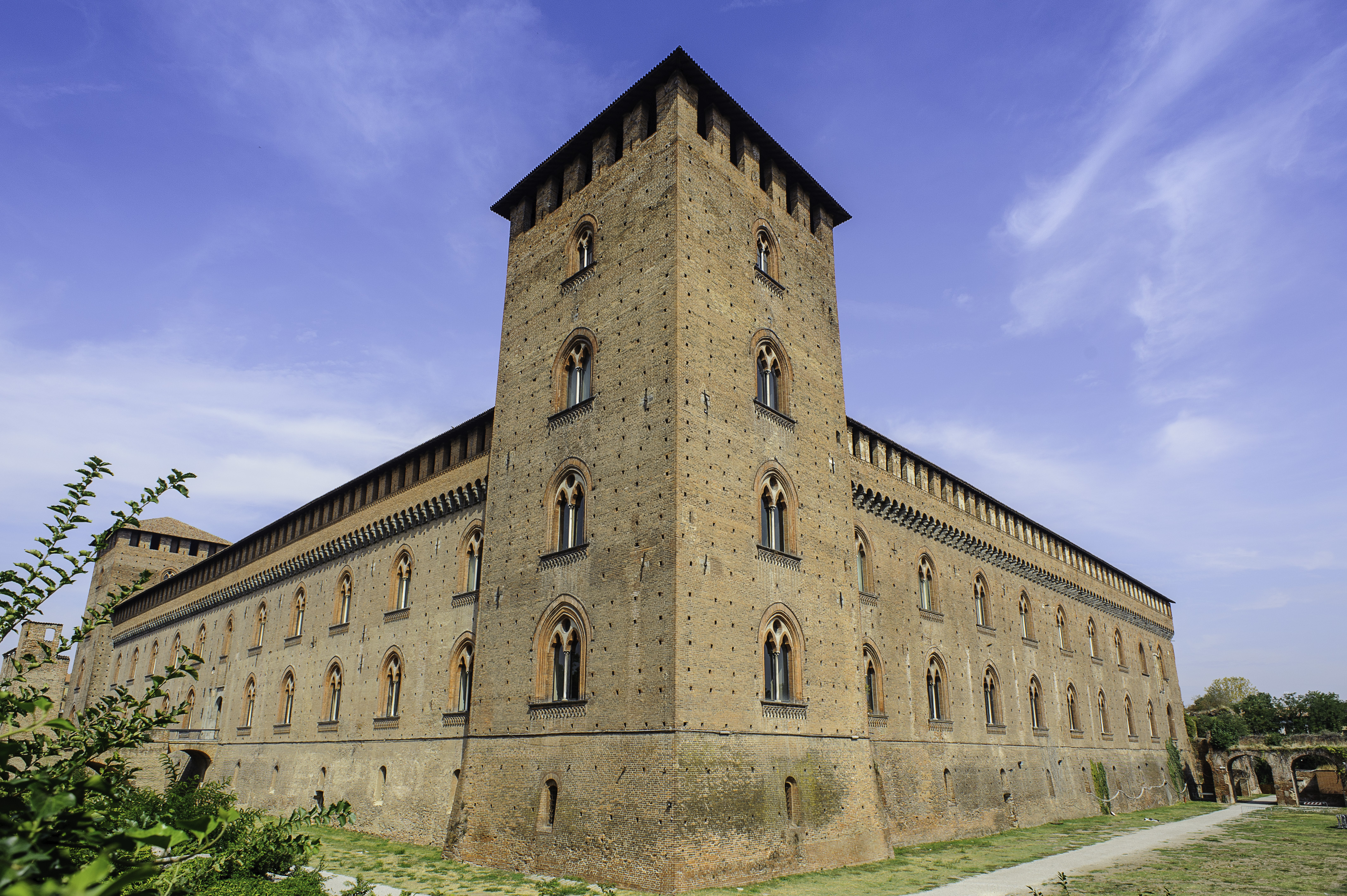
Seitliche Ansicht der Schloss.
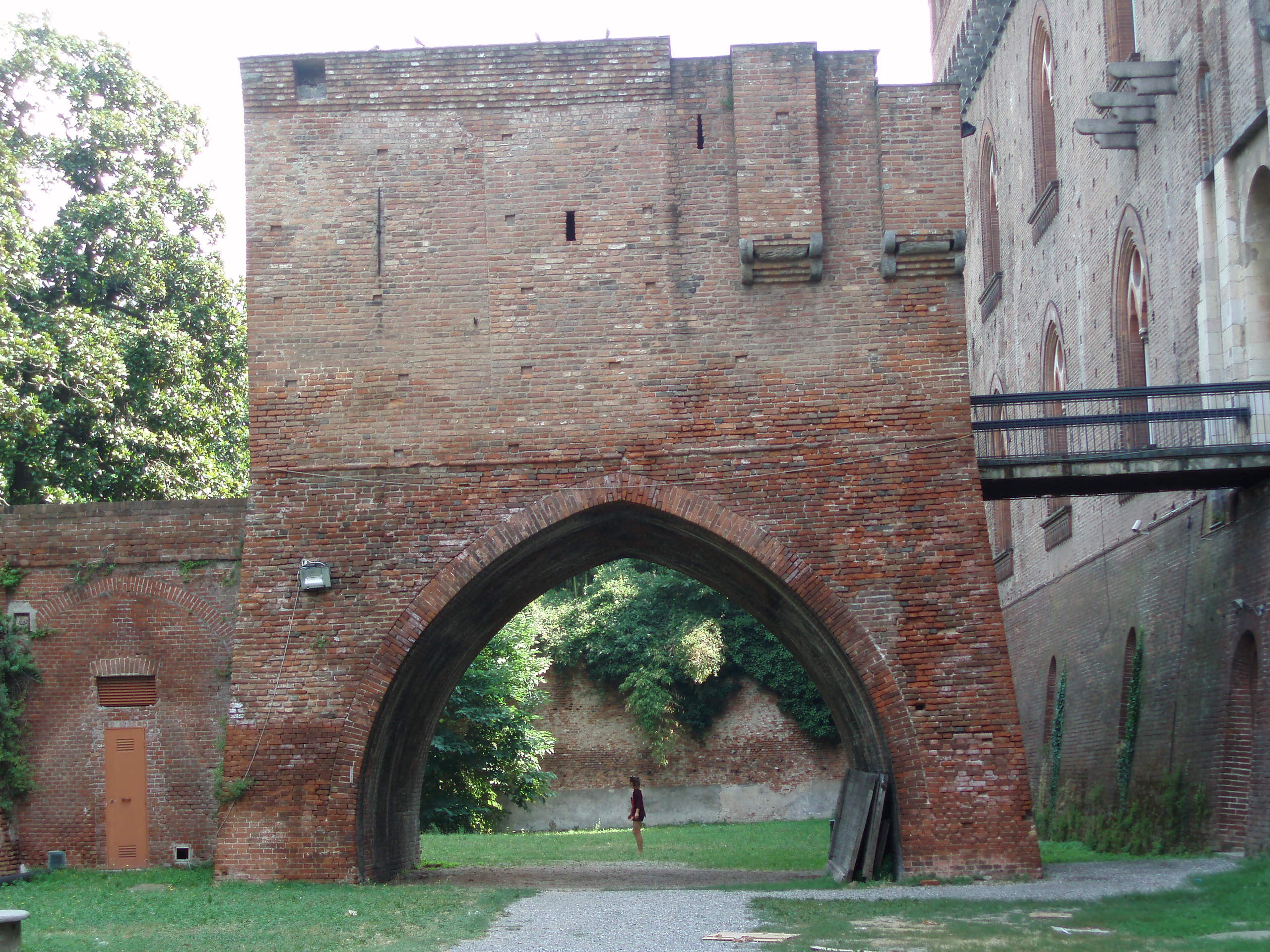
Der West-Ravelin.

### Von der herzoglichen Residenz zur Kaserne und Gießerei von Kanonen (1537–1921)
Das Schloss beherbergte Kaiser Karl V. 1541 und seinen Sohn Philipp II. 1548 und 1551, aber mit der Übergabe des Herzogtums Mailand von den Sforza an die spanischen Habsburger wurde das Schloss zu einer Kaserne.
Zwischen 1546 und 1569 wurden die mittelalterlichen Wehrmauern von Pavia durch neue Befestigungen mit Bastionen ersetzt, die den nördlichen Teil der Schloss schlossen, die 1527 von den Franzosen zerstört wurde und so endgültig von dem trennte, was damals vom Visconti-Park blieb.
Mindestens seit 1572 wurde im Schloss eine Hülle aus Bronzekanonen angelegt. Eine dieser Kanonen, die zwischen 1572 und 1573 hergestellt wurden, befindet sich im Militärmuseum von Lissabon. Zwischen 1575 und 1670 wurden große Teile der Wälder des Visconti-Parks abgeholzt, um Holz für die Gießereiöfen und für die Lafetten und Ausrüstung der Kanonen zu gewinnen. 1696 zählte die im Schloss Pavia gelagerte Feldgeschütz des Herzogtums Mailand 69 Kanonen und 16 Mörser.
1706 ging Pavia von den Habsburgern Spaniens an die Österreichs über, und die Burg wurde weiterhin als Kaserne genutzt. 1721 wurde die Gießerei geschlossen. Am 14. Mai 1796 besetzten die französischen Truppen nach der Schlacht bei Lodi Pavia, aber am 23. Mai wandten sich die Einwohner der Stadt und die Bauern des Territoriums gegen die Franzosen. Die Aufständischen nahmen General Honoré Alexandre Haquin gefangen, der die Garnison in Pavia führte, und belagerten das Schloss, in dem sich französische Soldaten eingeschlossen hatten. Nach einigen Vorstößen ergaben sich am selben Tag die Franzosen (447 Soldaten). Der Aufstand wurde dann am 25. Mai niedergeschlagen, als Napoleon Pavia mit einem starken Kontingent von Infanteristen und Rittern angriff.
In napoleonischen Zeit wurde die Gießerei 1802 wiedereröffnet und erweitert und die Schloss wurde zum Artilleriearsenal des Königreichs Italien. Zwischen 1802 und 1812 produzierte die Gießerei 224 Kanonen, 47 Haubitzen und 117 Mörser, alle aus Bronze. Die Gießerei wurde 1814 geschlossen. Die Österreicher nutzten die Schloss nach ihrer Rückkehr 1814 weiterhin als Kaserne. Nach der italienischen Vereinigung in den Jahren 1859–1860 fiel das Schloss an die italienische Armee. Es beherbergte einen Körper von 1200 Männern und 600 Pferden. Die längere militärische Nutzung der Burg war die Hauptursache für den Verfall der Fresken, die ihre Räume schmückten.
Nach dem Ersten Weltkrieg verließ die italienische Armee 1921 die Kaserne und übergab die Schloss der Gemeinde Pavia.

### Restaurierung des 20. Jahrhunderts
Ab 1933 begann die Gemeinde Pavia mit der Restaurierung der Burg. 1951 wurde das Schloss Sitz der Städtischen Museen (1835 gegründet) und der Pinacoteca Malaspina. Im Inneren des Schlosses werden Ausstellungen und im Sommer auch Konzerte im Innenhof organisiert.

## Gestalt

### Die Architektur, die Außenfassaden und der zentrale Innenhof
Wie viele andere Visconti-Burgen hat die Schloss eine quadratische Anlage (150 Meter pro Seite) mit quadratischen Ecktürmen und einer Unterteilung der Fabrikkörper in quadratische Spannweiten. Leider wurde, wie bereits erwähnt, der nördliche Teil der Schloss von den französischen Artillerie während der Belagerung von 1527 zerstört, und an seiner Stelle befindet sich jetzt ein Teil der von den Spaniern Mitte des 16. Jahrhunderts errichteten Bastionsmauer. Das Schloss wird von einem tiefen Wehrgraben verteidigt, der einst überflutet war, und es sind noch drei der ursprünglichen Zugänge erhalten, die ursprünglich mit Ravelins mit Zugbrücken ausgestattet waren, insbesondere der südliche, der auf die Stadt gerichtet war, Das Portal zeigt eine Platte, die die Verkündigung darstellt, ein Werk eines anonymen lombardischen Bildhauers aus dem sechsten Jahrzehnt des 14. Jahrhunderts.
Äußerlich zeichnet sich das Gebäude durch eine große Einheitlichkeit aus, die von der militärischen Architektur beeinflusst wird. Die drei überlebenden Fassaden zeichnen sich durch einen tiefen hervorstehenden Sockel aus, auf dem sich ein kompaktes Backsteinmauerwerk befindet, das von Zinnen gekrönt ist, die von Granitregalen getragen werden. Die Fassaden sind, wie in einem Palast, von eleganten Doppelfenstern im gotischen Stil, die mit Archivolten mit Strahlen verziert sind.
Im Inneren des Schlosses befindet sich ein großer Portikus mit Bögen im gotischen Stil, der sich zum großen quadratischen Innenhof hin öffnet und von mächtigen Säulen aus Angera- und Ornavasso-Stein im Erdgeschoss mit Kapitellen von Campionesen getragen wird. Im Portikus befinden sich die Spuren der ersten malerischen Dekoration (geometrische Figuren an den Wänden und Sternenhimmel auf den Gewölben), die 1366 von Galeazzo II. Visconti mit der Berufung durch den Hof der Gonzaga von allen in Mantua anwesenden Malern angeordnet wurde. Die geometrische Malerei musste aber auch in den Wänden Raum für figurative Szenen lassen. Wahrscheinlich gehörten zu einem Erzählzyklus, der den militärischen Unternehmungen von Galeazzo II. Visconti gewidmet ist, die Überreste von Fresken, die Darstellung von Pavia (Südflügel, dritte Welle) und Ritter (Westflügel, sechste und achte Spannweite) darstellen aus dem siebten Jahrzehnt des vierzehnten Jahrhunderts und vor kurzem Giusto de’ Menabuoi zugeschrieben.
Einige offene Türen auf dem Portikus haben noch die Inschrift in gotischer Schrift, die den Eingang zu Räumen im Bürobetrieb kennzeichnete, darunter der für die Buchhaltung der Herzogin Caterina Visconti. Die Arkaden dienten auch als Schutz vor Waffen, wie im Jahr 1476 der Bronzekanone „Galeazesca Victoriosa“, der größte Feuermund der gesamten herzoglichen Armee, der acht Tonnen wog und etwa 400 kg schwere Kugeln abfeuerte.
Im ersten Stock öffnet sich eine Loggia, die auf der Südseite durch große vierfachen Fenstern, die mit kleinen Säulen getrennt sind, mit Bögen und Rosetten mit Sternen- oder geometrischen Motiven. Im Osten ließ Gian Galeazzo Visconti die vierfachen Fenster durch Monoforien im gotischen Stil und im Westen durch Biforen in der ersten Hälfte des 15. Jahrhunderts ersetzen. Die Loggia ermöglichte die Nutzung der Umgebung auch während der Wintersaison.

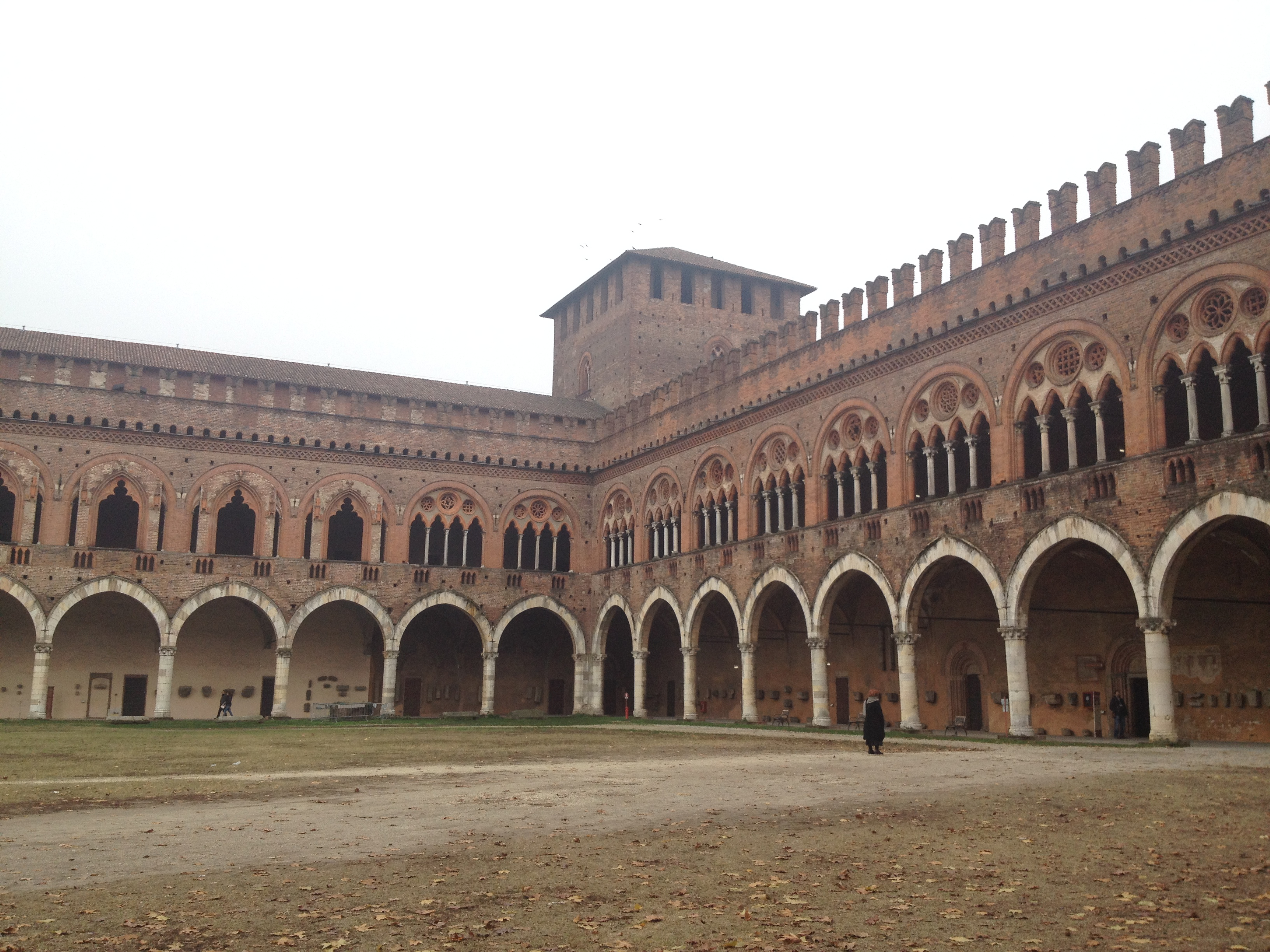
Innenhof des Castello.
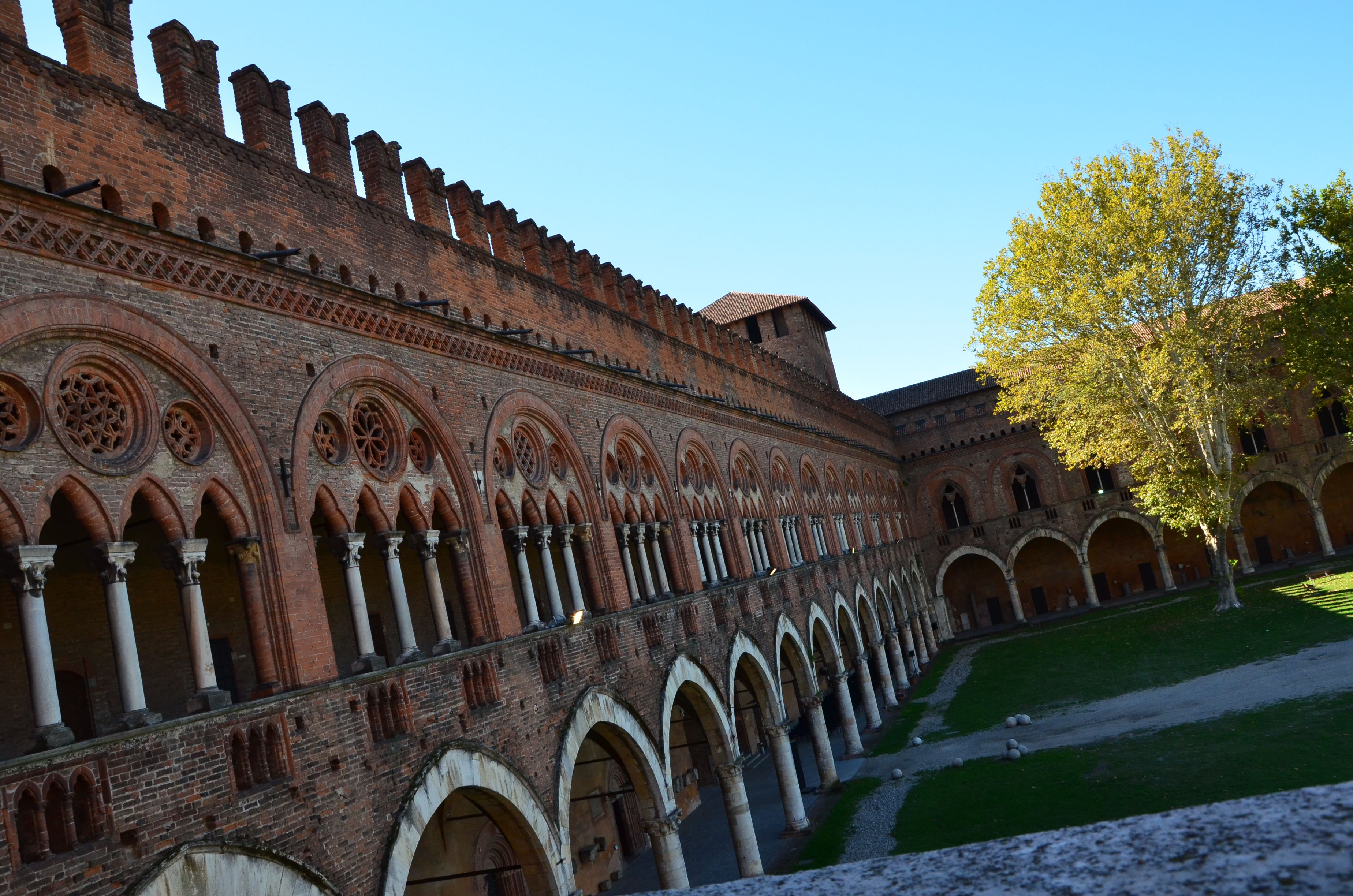
Die Loggia.
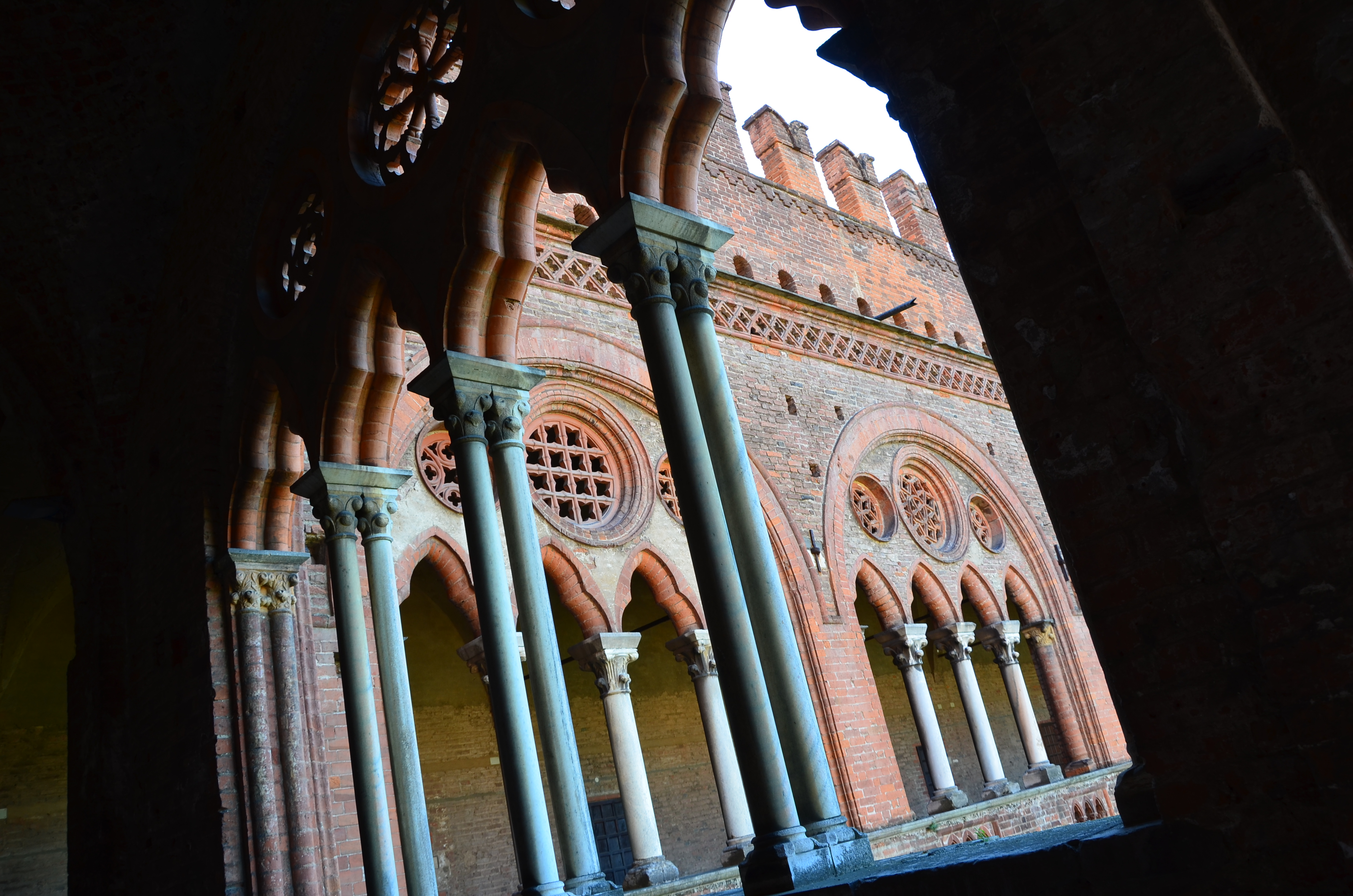
Die Fenster der Loggia.
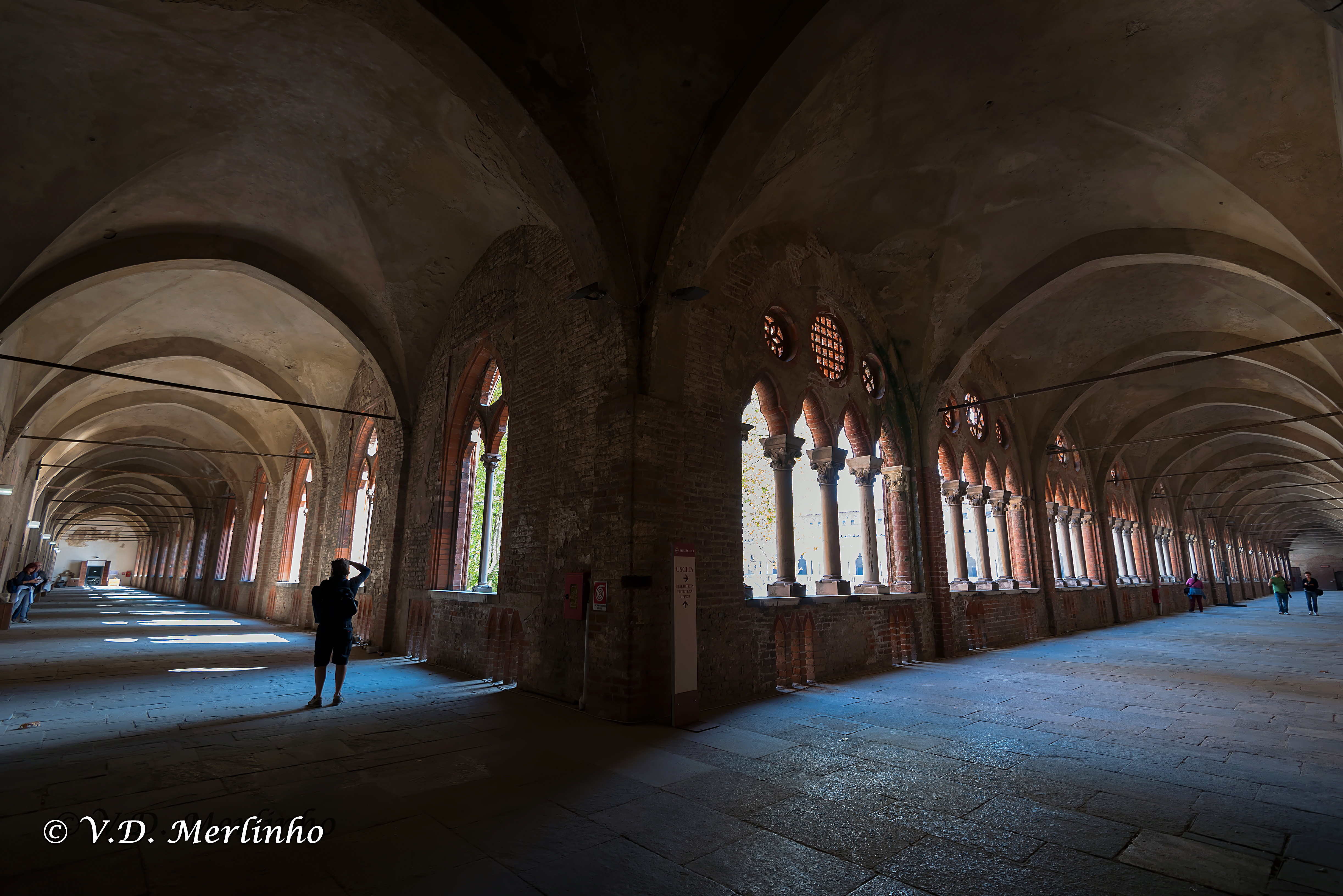
Das Innere der Loggia.
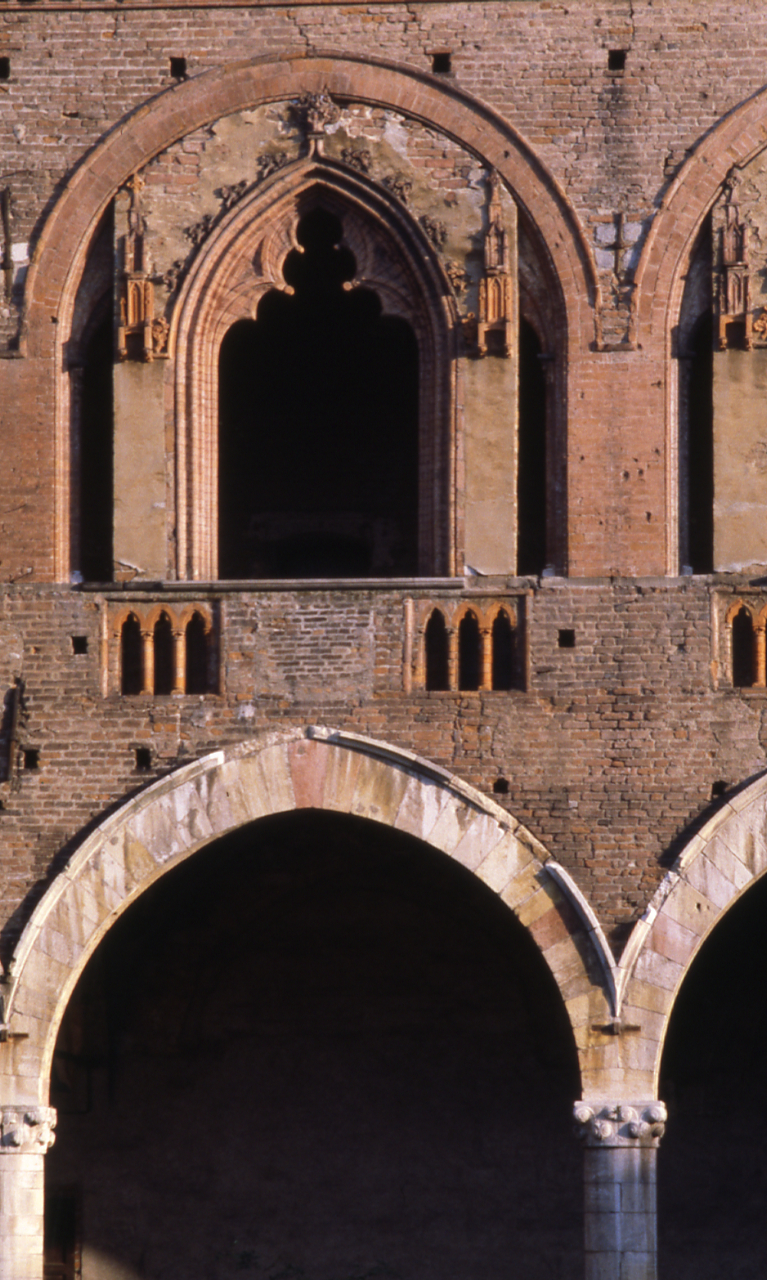
Eines der Fenster der Loggia wurde von Gian Galeazzo Visconti zwischen 1390 und 1400 geändert.

### Die Säle des Schlosses
Viele Säle bewahren Spuren von geometrischen Fresken, oft mit Wappen und Wahlsprüchen der Visconti verziert, die sowohl von Galeazzo II. Visconti als auch von Gian Galeazzo Visconti und ab 1469 von Galeazzo Maria Sforza realisiert wurden; Es handelt sich jedoch nicht um die einzigen erhaltenen Fresken im Schloss.
Im Erdgeschoss des Südwestturms (Saal II des Archäologischen Museums) befindet sich der „Sala Azzurra“, der das Ergebnis der malerischen Eingriffe von 1469 ist, besonders reich an der Kostbarkeit der verwendeten Techniken und Materialien. Die Dekoration besteht aus Quadraten mit geprägten goldenen Rahmen, die die Wände unterteilen. Innerhalb der Quadrate sind Goldsterne, Sforza-Wappen und Lilien auf blauem und grünem Hintergrund dargestellt.
Im Erdgeschoss, gleich rechts vom Südeingang, befindet sich die Herzogskapelle mit rechteckigem Grundriss und Kreuzrippengewölbe; auf dem Portal der Kapelle befindet sich eine Sinopia, die Christus darstellt, ein Werk von Michelino da Besozzo, während sich im Innern Fresken befinden, wie die Geometrie oder der segnende Christus des Bolognesers Andrea de’ Bartoli. Ebenfalls in der Kapelle wurden die beiden Heiligen Stephanus und Leonhard, die innerhalb der Quadrate gegenüber dem Bogen, der die Kapelle teilt, gemalt wurden, zu einem späteren Zeitpunkt, jedoch zwischen 1380 und 1400, und sind das Werk eines anonymen lombardischen Meisters.

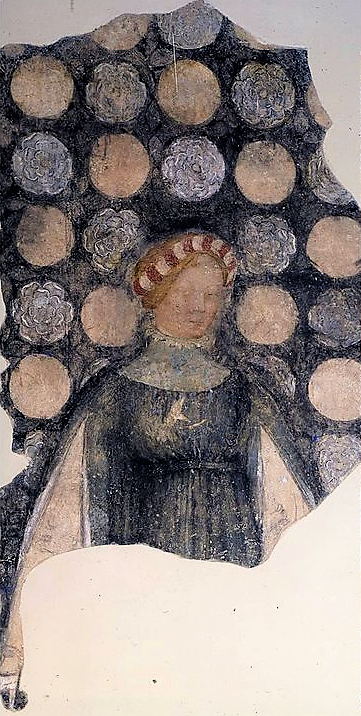
Gentile da Fabriano, Damen, 1393.

Ebenfalls im Erdgeschoss befindet sich der „Sala delle Colombine“ (Saal XII des Archäologischen Museums), wo auf einem rötlichen Hintergrund und über einem Zickzack-Muster-bemalten Sockel die Wahlspruch der Taubenkulturen mit dem Motto „à bon droit“ abwechseln. Diese Fresken, die von Gian Galeazzo Visconti und dem Berg mit den drei Zapfen und dem Motto „mit Zeit“ übernommen wurden, stammen ebenfalls aus dem Jahr 1469.
Im ersten Stock (wo sich die herzoglichen Wohnungen befanden, die Bibliothek, im Turm an der südwestlichen Ecke, und die Kanzlei, Südostturm, von dem die Inschrift an der Tür noch erhalten ist) im ersten Raum der Pinacoteca Malaspina, befindet sich der „Sala delle Damigelle“ wo sich neben dem Fenster der dritten Spannweite zwei Fresken befinden, die lebensgroße Damen mit einer Rosenhecke hinter ihnen darstellen, die 1393 von Gian Galeazzo Visconti in Auftrag gegeben und kürzlich Gentile da Fabriano zugeschrieben wurden. Er arbeitete damals in Pavia. Der gleiche Saal bewahrt auch Reste der früheren geometrischen Dekoration (aus der Zeit von Galeazzo II Visconti) mit Initialen in gotischen Buchstaben, Name des Herrn: „GZ“.
Ganz anders ist die Dekoration der ersten und zweiten Spannweite der Pinacoteca Malaspina, die in den letzten Jahrzehnten des 16. Jahrhunderts die Wohnung des spanischen Castellano Rodrigo de Toledo wurde. Die beiden Räume, die ursprünglich durch eine Mauer getrennt waren, bewahren manieristische Fresken, die zwischen 1570 und 1580 gemalt wurden und die Arbeiten des Herkules und die Allegorie der vier Elemente der Natur darstellen, während in der Mitte eines der Gewölbe das Wappen von Rodrigo de Toledo abgebildet ist. Ebenfalls im ersten Stock, in der Auffahrmauer, die die Westseite der Loggia schließt, sind die Wappen von Philipp II. von Spanien gemalt, mit dem Orden vom Goldenen Vlies und Fernando Consalvo de Cordoba, Gouverneur von Mailand von 1558 bis 1560. Die Dekoration kann anlässlich des zweiten Aufenthalts von Philipp II. in Pavia im Jahr 1551 durchgeführt worden sein.

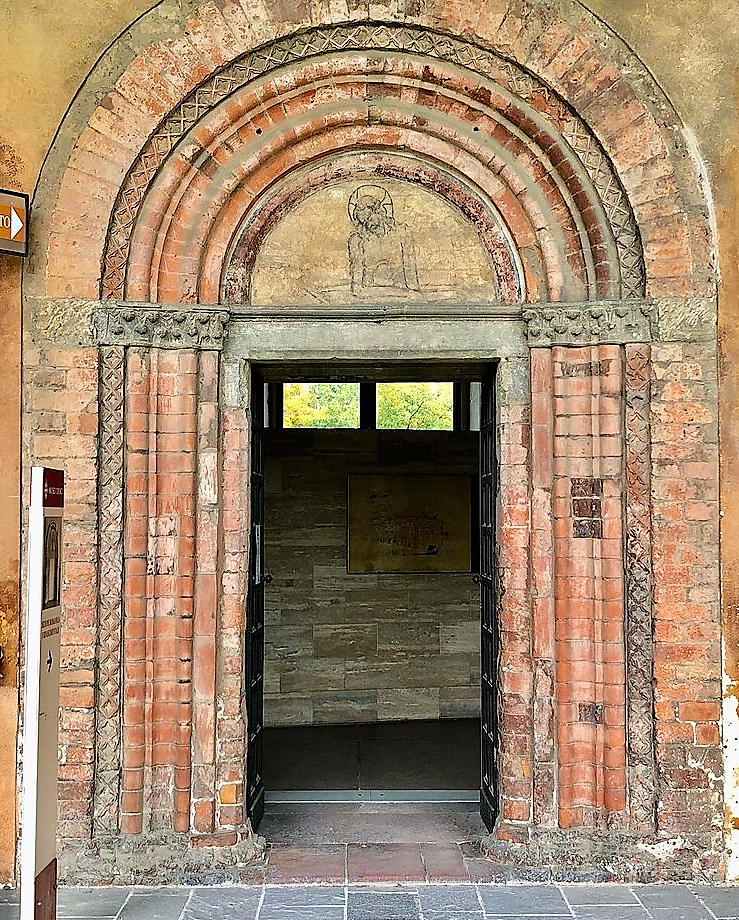
Die Tür der Kapelle mit der Sinopia von Michelino da Besozzo.
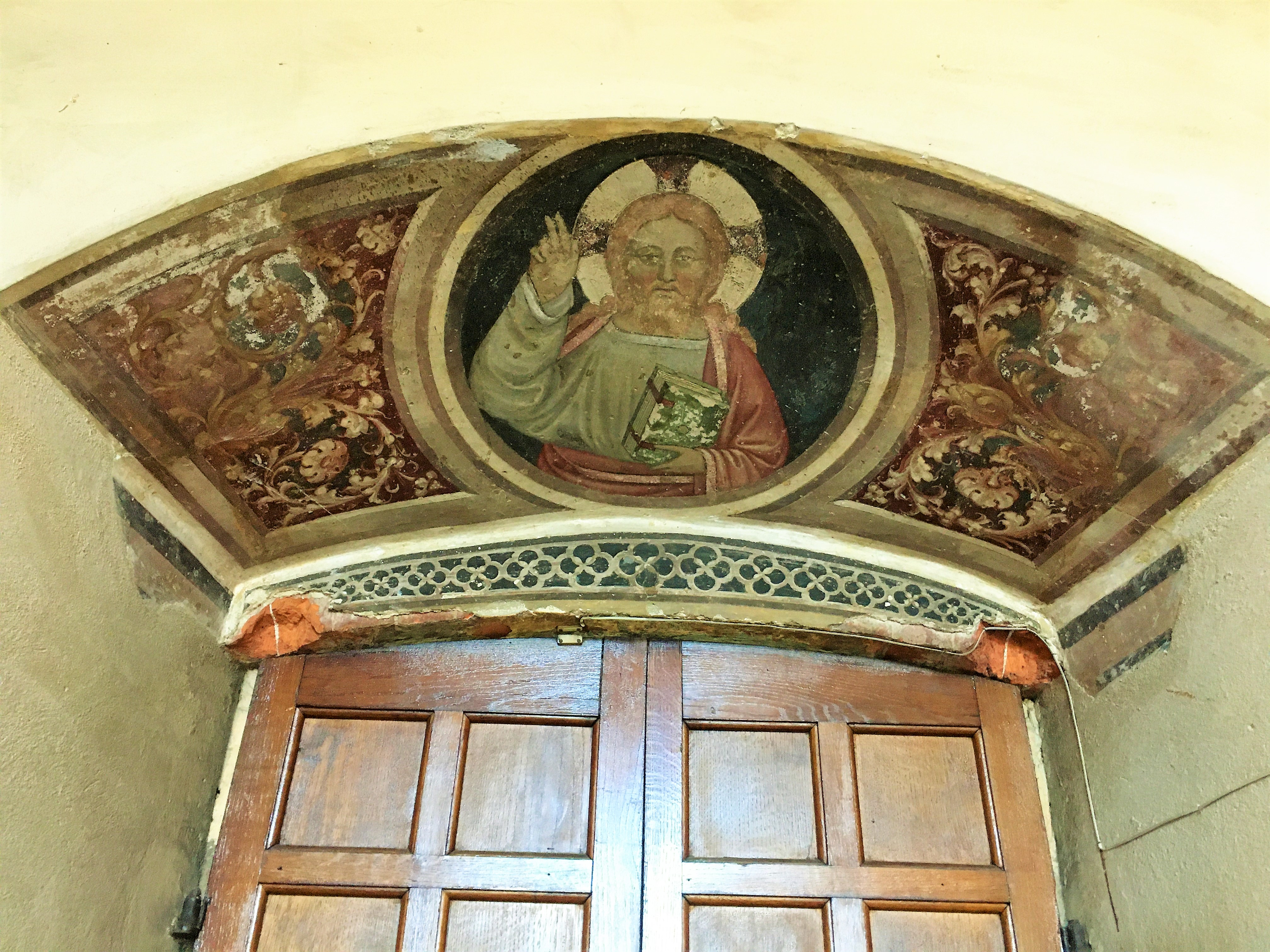
Andrea de' Bartoli, Segnende Christus.
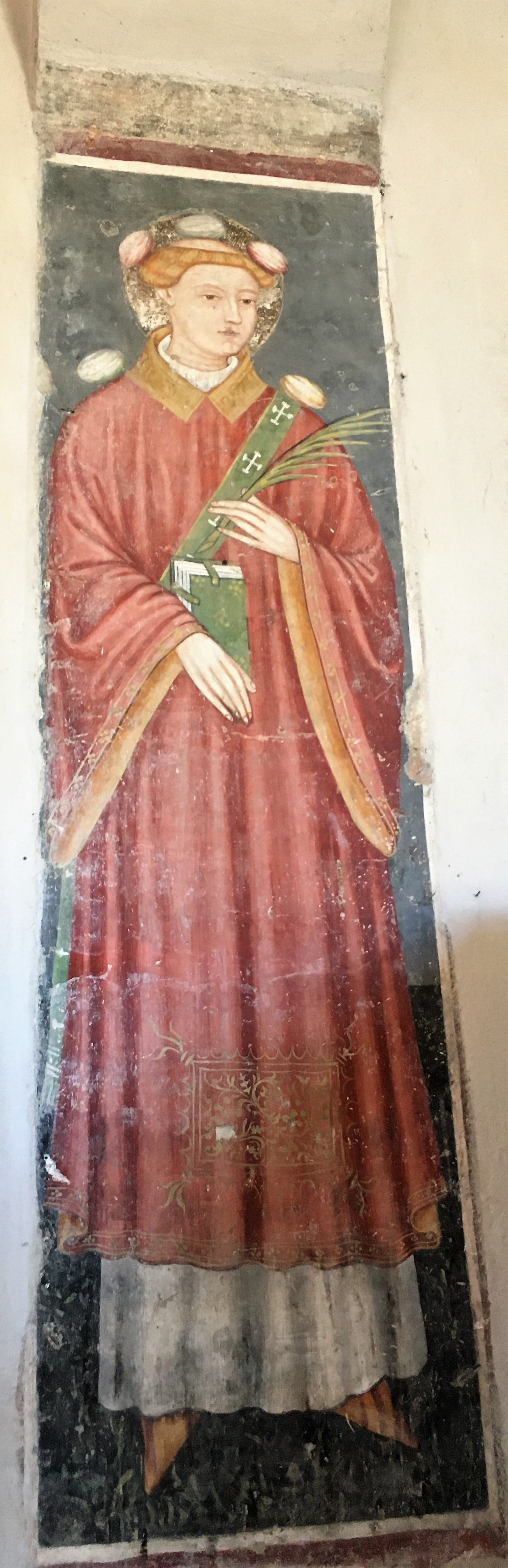
Anonymer lombardischer Meister, Heiligen Stephanus, 1380–1400.
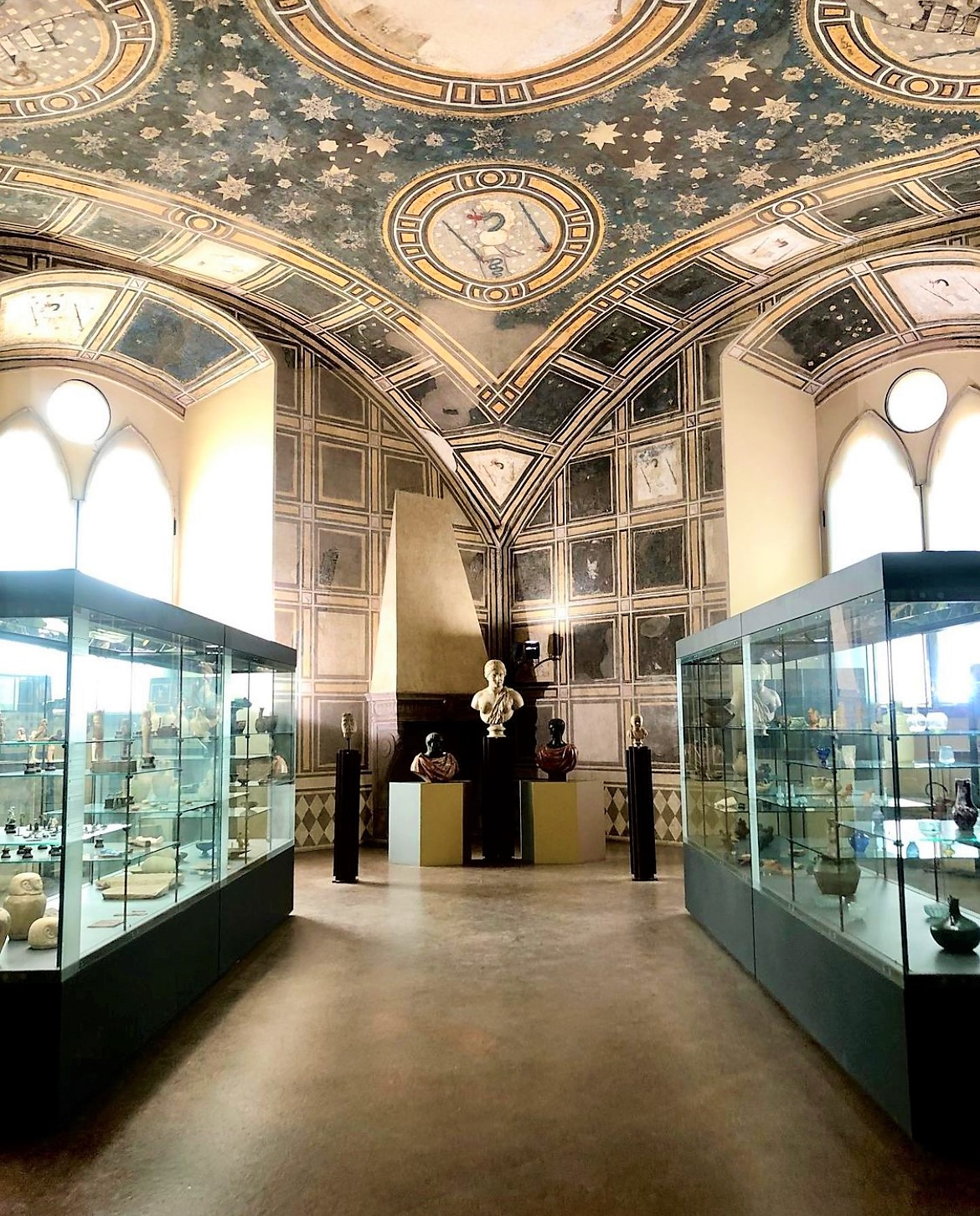
„Sala Azzurra“, 1469.
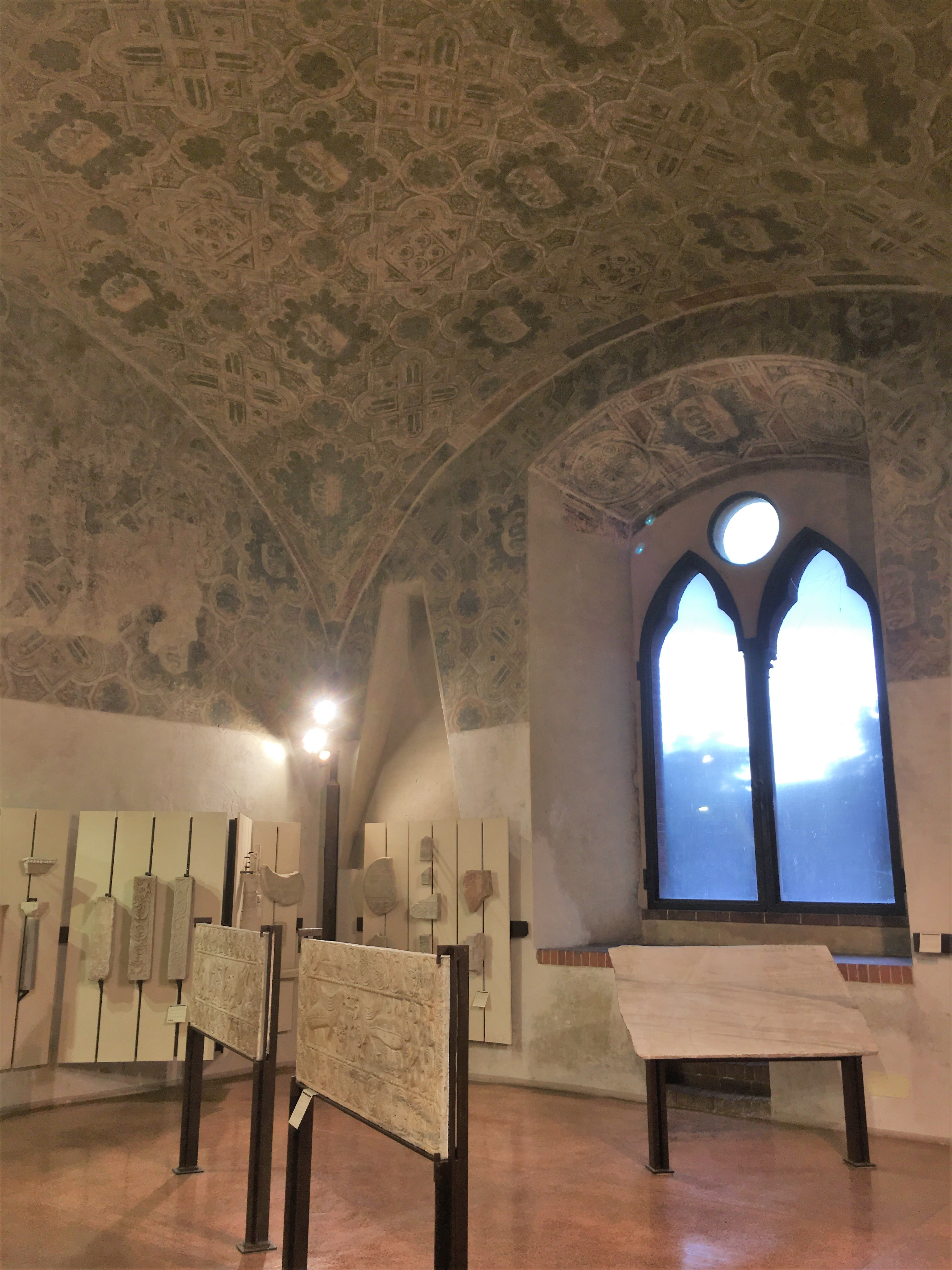
Die Dekoration eines der Säle.

## Visconti-Park
Im Norden des Schlosses öffnete sich der große Park Visconteo, der von Galeazzo II. Visconti begonnen und von seinem Sohn Gian Galeazzo Visconti beendet wurde, ein großes Gebiet, umgeben von Wehrmauern und Türmen, das nicht nur die alte römische Straße umfasste, die Pavia mit Mailand verband, Aber auch ein Abschnitt des Flusses Vernavola (ein kleiner Fluss von etwa 15 km Länge, der in der Nähe von Pavia fließt und dann in das Tessin mündet) und für die Jagd des Herrn und seines Hofes bestimmt ist.

Visconti-Park

Innerhalb des Parks, der mit Gian Galeazzo Visconti eine Fläche von 2200 Hektar bedeckte, befand sich das Schloss von Mirabello, Sitz des Kapitäns des Parks, Wälder (vor allem Eichen, Ulmen und Kastanienbäume) landwirtschaftliche Flächen und wurde von einer sehr reichen Fauna besiedelt, Noch im Alter von über 5.000 Rehe, Hirsche, Hirsche und einige Bären.
Eine spezielle Menagerie enthielt seltene exotische Arten mit in Europa einzigartigen Exemplaren wie Strauße, Geparden und Leoparden, Berberaffen und Meerkatzenartigen, Papageien, Löwen und einem Nubischen Steinbock, die im Notizbuch der Zeichnungen von Giovannino de’ Grassi dargestellt sind, Erstes Beispiel einer detaillierten naturalistischen Darstellung exotischer Arten europäischer Kunst.
Im 16. Jahrhundert, mit dem Fall der Sforza und der Ankunft der Franzosen zuerst und dann der Spanier, wurde der Park, in dem die berühmte Schlacht von 1525 ausgetragen wurde, nach und nach aufgegeben und gerodet. Nur die Wälder des Vernavola-Parks und der Parks von Carola und Porta Chiossa, die eine Fläche von 148 Hektar einnehmen, überlebten.